# Milnikek (canton)
Pour les articles homonymes, voir Milnikek.
Milnikek est un canton canadien de l'est du Québec situé dans la région administrative du Bas-Saint-Laurent dans la vallée de la Matapédia. Il fut proclamé officiellement le 13 août 1870. Il couvre une superficie de 26 670 hectares.

## Toponymie
Le toponyme Milnikek a pour origine le terme micmac Milgenetogog gisna pour ensuite devenir Milnigocq et finalement le toponyme actuel et signifie « où il y a beaucoup de branches et beaucoup de baies ».